# John James Waterston
Pour les articles homonymes, voir Waterston.
John Waterston (Édimbourg 1811 - 18 juin 1883) est un ingénieur et physicien écossais.
Ingénieur génie civil ferroviaire, il travailla en Inde entre 1839 et 1857 pour le compte de la Compagnie des Indes orientales. À son retour à Édimbourg, il se consacra à la recherche en physique. Il mourut le 18 juin 1883.
Waterston fut le premier à développer l'idée de la distribution de Maxwell-Boltzmann ainsi que d'autres aspects de thermodynamique. Il eut l'intuition que l'énergie du soleil provenait de sa contraction gravitationnelle, idée redécouverte plus tard indépendamment par Helmholtz, Julius von Mayer et Lord Kelvin. Son travail fut assez largement ignoré. Les articles sur la thermodynamique des gaz, leur chaleur spécifique qu'il envoya depuis l'Inde à la Royal Society en 1845 ne furent publiés qu'en 1892.
Ses articles scientifiques ont été rassemblés dans (en) J.S. Haldane, The collected scientific papers of John James Waterston, Édimbourg, Oliver & Boyd, 1928.